# Martin Mill
Martin Mill est un village du Kent, en Angleterre.